# Aliança Povo Unido
Die Aliança Povo Unido (dt.: Allianz Vereintes Volk) war ein Wahlbündnis der Portugiesischen Kommunistischen Partei (Partido Comunista Português [PCP]) mit der Portugiesischen Demokratischen Bewegung (Movimento Democrático Português – Comissão Democrática Eleitoral [MDP/CDE]).

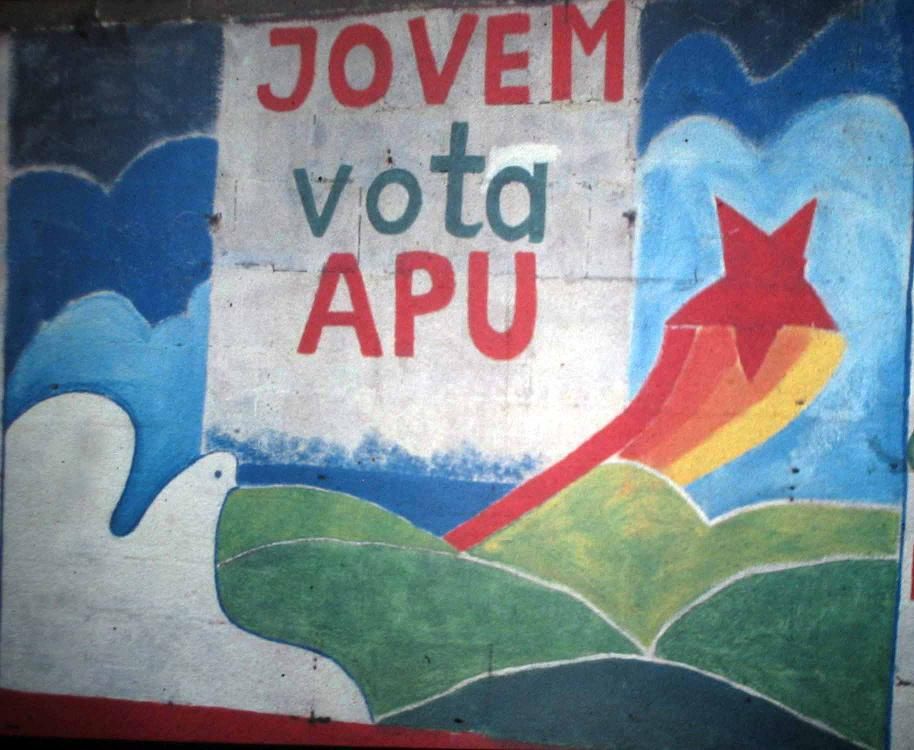
Wandmalerei der APU (dt.:Jugendlicher, wähle APU)

Die Aliança Povo Unido (APU) wurde 1978 gegründet. 1983 trat ihr die ein Jahr zuvor gegründete portugiesische grüne Partei (Partido Ecologista Os Verdes) bei. 1987 löste sich die APU auf. Das Wahlbündnis trat bei der Parlamentswahl desselben Jahres bereits nicht mehr gemeinsam an.

## Wahlergebnisse
- Parlamentswahl 1979: 18,8 % (47 Mandate: PCP 44 Mandate; MDP/CDE 3 Mandate)
- Parlamentswahl 1980: 16,8 % (41 Mandate: PCP 39 Mandate; MDP/CDE 2 Mandate)
- Parlamentswahl 1983: 18,1 % (44 Mandate: PCP 41 Mandate; MDP/CDE 3 Mandate)
- Parlamentswahl 1985: 15,5 % (38 Mandate: PCP 35 Mandate; MDP/CDE 3 Mandate)